# Illuminated
Illuminated — песня британского дуэта Hurts с дебютного альбома группы «Happiness». Цифровой релиз песни 8 мая, а на физических носителях — 9 мая 2011 года вместе с песней Better Than Love в качестве Дубль-А-сайда.

## Видеоклип
Студийное видео на Illuminated режиссёра Giorgio Testi было снято в апреле 2010 года вместе с видео на Better Than Love, Wonderful Life и Stay.

## Список композиций
digital download
1. «Better Than Love» (album version)
2. «Better Than Love» (Freemasons Pegasus Mix Radio Edit)
3. «Better Than Love» (Death In Vegas Acid Remix)
4. «Better Than Love» (Burns European Sex Remix)
5. «Illuminated» (album version)

7" vinyl
1. «Illuminated» (album version)
2. «Better Than Love» (album version)

CD
1. «Illuminated» (album version)
2. «Better Than Love» (Freemasons Pegasus Club Mix)

## Коллектив
- Hurts — слова, музыка, продюсирование, микширование
- The Nexus — музыка, дополнительное продюсирование
- Jonas Quant — продюсирование
- James Bauer-Mein — слова, музыка
- David Sneddon — слова, музыка
- Lindsay Bull — автор обложки

## Саундтреки
| Год  | Тип                   | Название       | Страна         | Песни                      |
| ---- | --------------------- | -------------- | -------------- | -------------------------- |
| 2010 | анонсы к телесериалам | телеканал Sky1 | Великобритания | Illuminated (апрель, июль) |

Более подробный список представлен в основной статье.

## Чарты
| \| Чарт (2010) \| Лучшая Позиция \| \| ------------------------------------------- \| -------------- \| \| UK Singles (The Official Charts Company)[8] \| 68 \| |                |
| Чарт (2010) | Лучшая Позиция |
| UK Singles (The Official Charts Company) | 68             |